# جایزه اسکار افتخاری

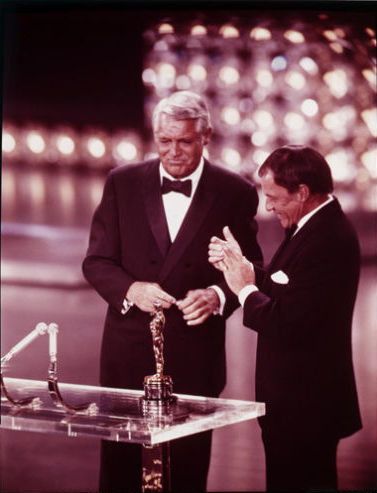
گری گرانت در مراسم جایزه اسکار افتخاری

جایزه اُسکار افتخاری، مجموعه جوایزی است که هرساله در آمریکا توسط آکادمی علوم و هنرهای تصاویر متحرک به افراد یا گروه یا شرکت و… اهدا می‌شود که نمی‌توانند جایزه سینمایی اسکار را دریافت کنند، اما شایستگی دریافت آن را دارند.

## دهه ۱۹۲۰
| سال       | نام برنده                                                 |
| --------- | --------------------------------------------------------- |
| ۱۹۲۷/۱۹۲۸ | وارنر بروس                                                |
| ۱۹۲۷/۱۹۲۸ | چارلی چاپلین - به دلیل هوش و استعداد او در ساخت فیلم سیرک |
| ۱۹۲۸/۱۹۲۹ |                                                           |
| ۱۹۲۹/۱۹۳۰ |                                                           |

## دهه ۱۹۳۰
| سال                            | نام برنده                                               |
| ------------------------------ | ------------------------------------------------------- |
| ۱۹۳۱/۱۹۳۰                      | جایزه‌ای داده نشد                                        |
| ۱۹۳۲/۱۹۳۱                      | والت دیزنی (به دلیل ساختن کارتون میکی ماوس)             |
| ۱۹۳۳/۱۹۳۲                      |                                                         |
| ۱۹۳۴/۱۹۳۳                      | شرلی تمپل                                               |
| ۱۹۳۴                           | جایزه‌ای داده نشد                                        |
| ۱۹۳۶                           |                                                         |
| دبلیو. هوارد گرین / هرولد راسن |                                                         |
| ۱۹۳۷                           | ادگار برگن                                              |
| ۱۹۳۷                           | دبلیو. هوارد گرین                                       |
| ۱۹۳۷                           | موزه هنر مدرن                                           |
| ۱۹۳۷                           | مک سنت                                                  |
| ۱۹۳۸                           | جی. آرتور بال                                           |
| ۱۹۳۸                           | والت دیزنی (به دلیل ساختن کارتون سفیدبرفی و هفت کوتوله) |
| ۱۹۳۸                           | دیانا دربین / میکی رونی                                 |
| ۱۹۳۸                           | گوردون جنینگز / لویال گریگز / ...                       |
| ۱۹۳۸                           | الیور ت. مارش /                                         |
| ۱۹۳۸                           | هری م. وارنر                                            |
| ۱۹۳۹                           | داگلاس فربنکس                                           |
| ۱۹۳۹                           | جودی گارلند                                             |
| ۱۹۳۹                           |                                                         |
| ۱۹۳۹                           |                                                         |
| ۱۹۳۹                           | تکنی‌کالر                                                |

## دهه ۱۹۴۰
| سال          | نام برنده          |
| ------------ | ------------------ |
| ۱۹۴۰         | باب هپ             |
| ۱۹۴۰         |                    |
| ۱۹۴۱         | والت دیزنی / ...   |
| ۱۹۴۱         | لئوپولد استوکوفسکی |
| ۱۹۴۱         | ری اسکات           |
| ۱۹۴۱         |                    |
| ۱۹۴۲         | شارل بوایه         |
| ۱۹۴۲         | نوئل کاوارد        |
| ۱۹۴۲         | مترو گلدوین مایر   |
| ۱۹۴۳         | جورج پال           |
| ۱۹۴۴         | باب هپ             |
| ۱۹۴۴         | مارگارت اوبرایان   |
| ۱۹۴۵         |                    |
| والتر وانگر  |                    |
|              |                    |
| پگی ان گارنر |                    |
| ۱۹۴۶         | هارولد راسل        |
| ۱۹۴۶         | لورنس اولیویه      |
| ۱۹۴۶         | ارنست لوبیچ        |
| ۱۹۴۶         |                    |
| ۱۹۴۷         |                    |
| / / ...      |                    |
|              |                    |
| واکسی        |                    |
| ۱۹۴۸         | والتر ونگر         |
| ۱۹۴۸         | آقای ونسان         |
| ۱۹۴۸         |                    |
| ۱۹۴۸         |                    |
| ۱۹۴۹         | جین هرشولت         |
| ۱۹۴۹         | فرد آستر           |
| ۱۹۴۹         | سیسیل بی دومیل     |
| ۱۹۴۹         | دزدان دوچرخه       |

## دهه ۱۹۵۰
| سال         | نام برنده           |
| ----------- | ------------------- |
| ۱۹۵۰        | لوئیس مایر          |
| ۱۹۵۰        | جرج مورفی           |
| ۱۹۵۰        | دیوارهای مالاپاگا   |
| ۱۹۵۱        | جین کلی             |
| ۱۹۵۱        | راشومون             |
| ۱۹۵۲        | مریان کوپر          |
| ۱۹۵۲        | باب هپ              |
| ۱۹۵۲        | هارولد لوید         |
| ۱۹۵۲        | جوسف ام. شنک        |
| ۱۹۵۲        |                     |
| ۱۹۵۲        |                     |
| ۱۹۵۳        | شرکت فاکس قرن بیستم |
| ۱۹۵۳        |                     |
| ۱۹۵۳        |                     |
| ۱۹۵۳        |                     |
| ۱۹۵۴        |                     |
| دنی کی      |                     |
|             |                     |
| گرتا گاربو  |                     |
|             |                     |
|             |                     |
| دروازه جهنم |                     |
| ۱۹۵۵        |                     |
| ۱۹۵۶        | ادی کانتور          |
| ۱۹۵۷        |                     |
|             |                     |
| چارلز براکت |                     |
|             |                     |
| ۱۹۵۸        | موریس شوالیه        |
| ۱۹۵۹        | باستر کیتون         |
| ۱۹۵۹        | لی د فارست          |

## دهه ۱۹۶۰
| سال         | نام برنده                         |
| ----------- | --------------------------------- |
| ۱۹۶۰        | گری کوپر                          |
| ۱۹۶۰        | استن لورل (بازیگر نقش کمدی سینما) |
| ۱۹۶۰        | هیلی میل                          |
| ۱۹۶۱        |                                   |
|             |                                   |
| جروم رابینز |                                   |
| ۱۹۶۲        |                                   |
| ۱۹۶۳        | جایزه‌ای داده نشد                  |
| ۱۹۶۴        |                                   |
| ۱۹۶۵        | باب هپ                            |
| ۱۹۶۶        |                                   |
|             |                                   |
| ۱۹۶۷        | آرتور فرید                        |
| ۱۹۶۸        | جان چمبرز (سیاره میمون‌ها)         |
| ۱۹۶۸        | اونا وایت                         |
| ۱۹۶۹        | کری گرنت                          |

## دهه ۱۹۷۰
| سال                 | نام برنده        |
| ------------------- | ---------------- |
| ۱۹۷۰                | لیلین گیش        |
| ۱۹۷۰                | اورسون ولز       |
| ۱۹۷۱                | چارلی چاپلین     |
| ۱۹۷۲                |                  |
| ادوارد جی. رابینسون |                  |
| ۱۹۷۳                |                  |
| گروچو مارکس         |                  |
| ۱۹۷۴                | هاوارد هاکس      |
| ژان رنوار           |                  |
| ۱۹۷۵                | مری پیکفورد      |
| ۱۹۷۶                | جایزه‌ای داده نشد |
| ۱۹۷۷                | مارگارت بوث      |
| ۱۹۷۸                |                  |
| لورنس اولیویه       |                  |
| کینگ ویدور          |                  |
|                     |                  |
| ۱۹۷۹                |                  |
| آلک گینس            |                  |

## دهه ۱۹۸۰
- ۱۹۸۰:هنری فوندا
- ۱۹۸۱:باربارا استانویک
- ۱۹۸۲:میکی رونی
- ۱۹۸۳:هال روچ
- ۱۹۸۴:جیمز استوارت
- ۱۹۸۵:پل نیومن/ آلکس نورث
- ۱۹۸۶:رالف بلامی
- ۱۹۸۷: جایزه‌ای داده نشد
- ۱۹۸۸:
- ۱۹۸۹:آکیرا کوروساوا

## دهه ۱۹۹۰
- ۱۹۹۰:سوفیا لورن
- ۱۹۹۱: جایزه‌ای داده نشد
- ۱۹۹۲:ساتیاجیت رای
- ۱۹۹۳:دبورا کار / فدریکو فللینی
- ۱۹۹۴:میکل آنجلو آنتونیونی
- ۱۹۹۵:چاک جونز / کرک داگلاس
- ۱۹۹۶:مایکل کید
- ۱۹۹۷:استنلی دانن
- ۱۹۹۸:الیا کازان
- ۱۹۹۹:آندری وایدا

## دهه ۲۰۰۰
- ۲۰۰۰:جک کاردیف
- ۲۰۰۱:ارنست لمان
- ۲۰۰۲:سیدنی پوآتیه / رابرت ردفورد
- ۲۰۰۳: پیتر اوتول
- ۲۰۰۴:سیدنی لومت
- ۲۰۰۵:رابرت آلتمن
- ۲۰۰۷:انیو موریکونه
- ۲۰۰۸: جایزه‌ای داده نشد
- ۲۰۰۹:لورن باکال

## دهه ۲۰۱۰
| سال  | نام برنده          |
| ---- | ------------------ |
| ۲۰۱۰ | کوین براونلاو      |
| ۲۰۱۰ | ژان-لوک گدار       |
| ۲۰۱۰ | ایلای والاک        |
| ۲۰۱۱ | جیمز ارل جونز      |
| ۲۰۱۱ | دیک اسمیت          |
| ۲۰۱۲ | دی. اِی. پنی‌بیکر    |
| ۲۰۱۲ | هل نیدهام          |
| ۲۰۱۲ | جرج استیونز جونیور |
| ۲۰۱۳ | آنجلا لنسبوری      |
| ۲۰۱۳ | استیو مارتین       |
| ۲۰۱۳ | پی‌یرو تسی          |
| ۲۰۱۴ | ژان-کلود کریر      |
| ۲۰۱۴ | هایائو میازاکی     |
| ۲۰۱۴ | مورین اوهارا       |
| ۲۰۱۵ | اسپایک لی          |
| ۲۰۱۵ | جنا رولندز         |
| ۲۰۱۶ | جکی چان            |
| ۲۰۱۶ | آن وی. کوتس        |
| ۲۰۱۶ | فردریک وایزمن      |
| ۲۰۱۶ | لین استالمستر      |
| ۲۰۱۷ | چارلز برنت         |
| ۲۰۱۷ | اوون رویزمن        |
| ۲۰۱۷ | دونالد ساترلند     |
| ۲۰۱۷ | انیس واردا         |
| ۲۰۱۸ | لالو شیفرین        |
| ۲۰۱۸ | سیسیلی تایسون      |
| ۲۰۱۸ | ماروین لوی         |
| ۲۰۱۹ | دیوید لینچ         |
| ۲۰۱۹ | وس استودی          |
| ۲۰۱۹ | لینا ورتمولر       |

## دههٔ ۲۰۲۰
| سال  | دریافت‌کننده      | اهداکننده     |
| ---- | ---------------- | ------------- |
| ۲۰۲۰ | بدون جایزه       | بدون جایزه    |
| ۲۰۲۱ | ساموئل ال. جکسون | دنزل واشینگتن |
| ۲۰۲۱ | الین می          | بیل مری       |
| ۲۰۲۱ | لیو اولمان       | جان لیسگو     |
| ۲۰۲۲ | یوژان پالسی      | وایولا دیویس  |
| ۲۰۲۲ | داین وارن        | شر            |
| ۲۰۲۲ | پیتر ویر         | جف بریجز      |